# Fries Film & Audio Archief
Het Fries Film & Audio Archief, gevestigd te Leeuwarden, is het audiovisuele archief van Friesland.

## Geschiedenis
In 1988 werd het Fries Film Archief (Fries: Frysk Film Argyf) opgericht. Het is het oudste regionale filmarchief van Nederland. De website van het archief werd in 2006 gepresenteerd. In 2023 werd de naam gewijzigd in Fries Film & Audio Archief. Het archief is een onderdeel van het Centrum voor Film in Friesland. Het stelt zich ten doel historisch beeldmateriaal over Friesland te inventariseren, te beheren en voor een breed publiek te ontsluiten. Daartoe werkt het samen met onder andere Tresoar en het Historisch Centrum Leeuwarden. Het Fries Film Archief is tevens betrokken bij het Noordelijk Film Festival. 

## Collectie
De collectie van het Fries Film & Audio Archief bestaat uit meer dan 20.000 dragers, die voor een deel digitaal beschikbaar zijn via de online catalogus en het YouTube-kanaal.
- Binnen de bedrijfsfilms ligt veel nadruk op de Friese zuivelindustrie, maar ook over andere bedrijven en over oude agrarische technieken is beeldmateriaal beschikbaar.
- Verder omvat de collectie films over Friese dorpen en steden, binnen welke categorie Leeuwarden sterk vertegenwoordigd is. Een bijzonder onderdeel van dit deel van de collectie wordt echter gevormd door ongeveer 170 "dorpsfilms", die in de jaren vijftig en zestig van de twintigste eeuw ontstonden in het kader van het project Heel Nederland op de film. Bij dit initiatief, afkomstig van de Twentse amateur-cineast Johan Adolfs (1917-1977), werden zo'n 1.500 dorpen overal in Nederland vastgelegd op het betaalbare 8mm-formaat.
- Daarnaast kent de collectie een categorie voorlichting en propaganda, met voornamelijk op 16mm-film opgenomen materiaal. Hieronder bevindt zich een groot aantal voorlichtingsfilms, vooral daterend uit de jaren vijftig.
- Ook bevat de collectie een mede door publieksacties groeiende hoeveelheid amateur-materiaal. Deze filmpjes, meestal opgenomen op 8 mm en super 8, zijn vanwege hun nadruk op het alledaagse Friese leven vooral om cultuurhistorische redenen van belang.
- Ten slotte beheert het Fries Film Archief een aantal Friese speelfilms, waaronder de allereerste, Kar út twa ("Keus uit twee") (1934).